# Oonops olitor
Oonops olitor là một loài nhện trong họ Oonopidae.
Loài này thuộc chi Oonops. Oonops olitor được Eugène Simon miêu tả năm 1910.